# Municipio Shinahota
Das Municipio Shinahota ist ein Verwaltungsbezirk im Departamento Cochabamba im südamerikanischen Anden-Staat Bolivien.

## Lage im Nahraum
Das Municipio Shinahota ist eines von zwei Municipios der Provinz Tiraque. Es grenzt im Westen an die Provinz Chapare, im Südwesten an das Municipio Tiraque und im Osten an die Provinz Carrasco. Bis zum 4. Juli 2009 war das Municipio Shinahota als Cantón Central Busch Bestandteil des Municipios Tiraque, bis es 2009 für selbständig erklärt wurde.
Der zentrale Ort des Municipios ist die Stadt Shinahota mit 5669 Einwohnern (Volkszählung 2012) am Nordostrand des Municipios.

## Geographie
Das Municipio Shinahota liegt am Ostrand der Cordillera Oriental und erstreckt sich vom östlichen Rand des bolivianischen Altiplano bis zum bolivianischen Tiefland im Osten.
Das Klima am Nordostrand des Municipios ist tropisch mit einem ausgeprägten Tageszeitenklima. Die jährliche Durchschnittstemperatur im langjährigen Mittel liegt bei knapp 27 °C (siehe Klimadiagramm Villa Tunari), die Monatstemperaturen liegen zwischen gut 23 °C im Juli und knapp 29 °C im Dezember und Januar. Der Jahresniederschlag mit 2.300 mm weist eine deutliche Regenzeit von Oktober bis April auf, mit Monatsniederschlägen zwischen 160 und 380 mm.

## Bevölkerung
Die Bevölkerungszahl hat zwischen 2001 und 2024 zugenommen:
| Jahr | Einwohner | Quelle       |
| ---- | --------- | ------------ |
| 1992 | 13.977    | Volkszählung |
| 2001 | 14.245    | Volkszählung |
| 2012 | 20.841    | Volkszählung |
| 2024 | 27.067    | Volkszählung |

Der Anteil der städtischen Bevölkerung für das Municipios Shinahota betrug 27,2 Prozent im Jahr 2012, die Lebenserwartung der Neugeborenen in dem noch ungeteilten Municipio Tiraque (einschließlich des heute selbständigen Municipios Shinahota) lag im Jahr 2001 bei 56,6 Jahren.
Der Alphabetisierungsgrad bei den über 19-Jährigen für das noch ungeteilte Municipio Tiraque betrug 74,2 Prozent, und zwar 87,0 Prozent bei Männern und 60,8 Prozent bei Frauen.(2001)

## Gesundheitswesen
Im Municipio Shinahota sind sechs Gesundheitszentren angesiedelt, die mit der Beobachtung leichter und mittlerer Krankheitsbilder befasst sind, und mit Maßnahmen zur Gesundheitsförderung und Vorbeugung. Von besonderer Bedeutung unter diesen Zentren ist hierbei das 1974 gegründete „Hospital Materno Infantil San Martin de Porres“ in Ibuelo, der zweitgrößten Ortschaft des Municipios.

## Politik
Ergebnis der Regionalwahlen (concejales del municipio) vom 4. April 2010:
| Wahl- berechtigte |  | Wahl- beteiligung | gültige Stimmen |  | MAS-IPSP | MSM    |
| ----------------- |  | ----------------- | --------------- |  | -------- | ------ |
| 10.128            |  | 8.949             | 7.327           |  | 5.625    | 1.702  |
|                   |  | 88,4 %            | 81,9 %          |  | 76,8 %   | 23,2 % |

Ergebnis der Regionalwahlen (elecciones de autoridades políticas) vom 7. März 2021:
| Wahl- berechtigte |  | Wahl- beteiligung | gültige Stimmen |  | MAS-IPSP | MTS    | SÚMATE | SOMOS  | C-A    | FPV    |
| ----------------- |  | ----------------- | --------------- |  | -------- | ------ | ------ | ------ | ------ | ------ |
| 16.590            |  | 14.050            | 13.052          |  | 11.995   | 533    | 245    | 114    | 43     | 38     |
|                   |  | 84,69 %           | 92,90 %         |  | 91,90 %  | 4,08 % | 1,88 % | 0,87 % | 0,33 % | 0,29 % |

## Gliederung
Das neu geschaffene Municipio Shinahota ist derzeit nicht weiter in Kantone (cantones) unterteilt.

## Ortschaften im Municipio Shinahota
- Kanton Shinahota
  - Shinahota 5669 Einw. – Ibuelo 1147 Einw. – Simón Bolívar 743 Einw. – San Isidro 654 Einw. – San Luis 636 Einw. – Centro Poblado Lauca Eñe 505 Einw. – Villa Fernandez 471 Einw.